# توريلا ديل سانيو
توريلا ديل سانيو (بالإيطالية: Torella del Sannio)‏ هي مدينة وكومونا في مقاطعة كمبباسة في منطقة مليزة الإيطالية.